# Champougny
Champougny és un municipi francès situat al departament del Mosa i a la regió del Gran Est. L'any 2007 tenia 103 habitants.

## Demografia

### Població
El 2007 la població de fet de Champougny era de 103 persones. Hi havia 40 famílies, de les quals 16 eren unipersonals (8 homes vivint sols i 8 dones vivint soles), 8 parelles sense fills i 16 parelles amb fills.
La població ha evolucionat segons el següent gràfic:
Habitants censats

### Habitatges
El 2007 hi havia 49 habitatges, 41 eren l'habitatge principal de la família, 6 eren segones residències i 2 estaven desocupats. Tots els 49 habitatges eren cases. Dels 41 habitatges principals, 38 estaven ocupats pels seus propietaris, 2 estaven llogats i ocupats pels llogaters i 1 estava cedit a títol gratuït; 2 tenien tres cambres, 9 en tenien quatre i 30 en tenien cinc o més. 37 habitatges disposaven pel capbaix d'una plaça de pàrquing. A 18 habitatges hi havia un automòbil i a 19 n'hi havia dos o més.

### Piràmide de població
La piràmide de població per edats i sexe el 2009 era:
| Homes | Edats   | Dones |
| ----- | ------- | ----- |
| 0     | 95 o +  | 0     |
| 0     | 90 a 94 | 0     |
| 0     | 85 a 89 | 0     |
| 4     | 80 a 84 | 0     |
| 0     | 75 a 79 | 4     |
| 0     | 70 a 74 | 0     |
| 4     | 65 a 69 | 0     |
| 0     | 60 a 64 | 4     |
| 0     | 55 a 59 | 0     |
| 0     | 50 a 54 | 0     |
| 0     | 45 a 49 | 0     |
| 16    | 40 a 44 | 0     |
| 0     | 35 a 39 | 12    |
| 0     | 30 a 34 | 0     |
| 4     | 25 a 29 | 0     |
| 0     | 20 a 24 | 4     |
| 0     | 15 a 19 | 4     |
| 4     | 10 a 14 | 8     |
| 4     | 5 a 9   | 0     |
| 0     | 0 a 4   | 0     |

## Economia
El 2007 la població en edat de treballar era de 63 persones, 55 eren actives i 8 eren inactives. De les 55 persones actives 54 estaven ocupades (33 homes i 21 dones) i 1 aturada (1 dona i 1 dona). De les 8 persones inactives 1 estava jubilada, 1 estava estudiant i 6 estaven classificades com a «altres inactius».
Activitats econòmiques
Els 3 establiments que hi havia el 2007 eren d'empreses de construcció.
Dels 3 establiments de servei als particulars que hi havia el 2009, 1 era una fusteria, 1 lampisteria i 1 electricista.
L'any 2000 a Champougny hi havia 4 explotacions agrícoles que ocupaven un total de 572 hectàrees.

## Poblacions més properes
El següent diagrama mostra les poblacions més properes.